# Insufficienza tricuspidale
Per  Insufficienza tricuspidale o  rigurgito tricuspidale in campo medico, si intende un reflusso di sangue dal ventricolo destro all'atrio destro durante la sistole.

## Sintomatologia
Può risultare asintomatica in assenza di ipertensione polmonare.
In caso di ipertensione polmonare i sintomi sono edema, affaticamento, debolezza, pulsazioni nelle vene del collo, ortopnea.
Durante l'esame obiettivo il medico può notare cianosi, ittero, epatomegalia, splenomegalia, rumori anormali durante l'auscultazione del cuore con lo stetoscopio, e nei casi gravi anche ascite e cirrosi.
Nell'insufficienza tricuspidale è infine possibile rinvenire durante l'indagine semeiologica il segno di Rivero-Carvallo.

## Segni
All'auscultazione è udibile un soffio olosistolico ad alta frequenza, che aumenta durante l'inspirazione. In casi gravi si nota anche un rullio diastolico. Le vene giugulari sono distese ed il fegato ha volume aumentato, con poi edemi periferici ed ascite.

## Eziologia
La causa più comune è la dilatazione del ventricolo destro, provocata a sua volta da insufficienza cardiaca sinistra, cardiomiopatia dilatativa, infarto ventricolare destro.
Altre cause sono sindrome di Marfan, endocardite infettiva, lupus eritematoso sistemico, tumori cardiaci (come il mixoma), febbri reumatiche e traumi.

## Esami
Gli esami utilizzati per valutare al meglio la valvulopatia sono:
- Radiografia del torace, dove si riscontra sia la cardiomegalia sia un ingrossamento del ventricolo destro che diventa sporgente, inoltre vi evidenzia anche la presenza di ascite;
- Cateterismo cardiaco
- Angiografia coronarica
- Elettrocardiogramma, per diagnosticare eventuali aritmie.
- Ecocardiografia, per valutare la gravità dell'insufficienza e le funzioni rimaste al ciclo cardiaco.

## Prognosi
L'insufficienza tricuspidale primitiva, se non marcata, è ben tollerata, con una lenta evoluzione.

## Terapie
Il trattamento in assenza di sintomi (o con pochi sintomi) può essere non necessario. Alcuni pazienti possono essere operati per riparare o sostituire la valvola danneggiata, i pazienti con insufficienza tricuspidale dovuta a malfunzionamento del ventricolo vengono trattati con diuretici.